# Omloop van de Vlaamse Scheldeboorden
El Omloop van de Vlaamse Scheldeboorden (lit. Circuit de les ribes flamenques de l'Escalda) era una cursa ciclista d'un sol dia belga que es disputava a Kruibeke, a la província de Flandes Oriental. Creada el 1969, formà part de l'UCI Europa Tour des de 2005. L'última edició es va córrer el 2008. Anteriorment també se la coneixia coma Omloop Wase Scheldeboorden-Bazel-Kruibeke.

## Palmarès
| Any     | Vencedor                | Segon                  | Tercer                |
| ------- | ----------------------- | ---------------------- | --------------------- |
| 1969    | Willy In 't Ven         | Roger Rosiers          | Richard Bukacki       |
| 1970    | Jacques Clauwaert       | Leen Poortvliet        | Jacques Germain       |
| 1971    | Giovanni Jiménez        | Jos Van Beers          | Frans Brands          |
| 1972    | Arthur Van De Vijver    | Paul Aerts             | Willy Scheers         |
| 1973    | Ronny Van De Vijver     | Albert Van Vlierberghe | Ludo Van Der Linden   |
| 1974    | Willy Planckaert        | Alex Van Linden        | Richard Bukacki       |
| 1975    | Dirk Baert              | Giovanni Jiménez       | Louis Verreydt        |
| 1976    | Ludo Peeters            | Alfons De Bal          | Roger Rosiers         |
| 1977    | Alfons De Bal           | Eddy Vanhaerens        | Danny Clark           |
| 1978    | Alfons De Bal           | Eddy Verstraeten       | Livinus Klaasen       |
| 1979    | Dirk Heirweg            | Ludo Frijns            | Walter Dalgal         |
| 1980    | Gerard Blockx           | Benny Van Der Auwera   | Rudy Cottenies        |
| 1981    | Walter Schoonjans       | Rudy Matthijs          | Eric Van De Perre     |
| 1982    | Walter Schoonjans       | Benjamin Vermeulen     | Wayne Hildred         |
| 1983-88 | no disputat             |                        |                       |
| 1989    | Jan Bogaert             | Corneille Daems        | Steve Sefton          |
| 1990    | Adrie van der Poel      | Danny Neskens          | Kurt Onclin           |
| 1991    | Danny Neskens           | Pascal Elaut           | Benny Heylen          |
| 1992    | Ludo Giesberts          | Brian Holm             | Dirk De Wolf          |
| 1993    | Niko Eeckhout           | Patrick Van Roosbroeck | Corneille Daems       |
| 1994    | Nico Emonds             | Bruno Risi             | Willy Willems         |
| 1995    | Wilfried Nelissen       | Jans Koerts            | Fabio Baldato         |
| 1996    | Rudy Verdonck           | Sammy Moreels          | Matthew Gilmore       |
| 1997    | Franky Van Haesebroucke | Adrie van der Poel     | Jan Hordijk           |
| 1998    | Gert Vanderaerden       | Wim Omloop             | Tom Steels            |
| 1999    | Geert Omloop            | Eddy Torrekens         | Danny Daelman         |
| 2000    | Giampaolo Mondini       | Gregory Henderson      | Tim Carswell          |
| 2001    | Martin Hvastija         | Jans Koerts            | Stefan van Dijk       |
| 2002    | Stefan van Dijk         | Ludovic Capelle        | Wesley Van Speybroeck |
| 2003    | Chris Peers             | Niko Eeckhout          | Hendrik Van Dijck     |
| 2004    | Stefan van Dijk         | Dennis Kraft           | Borut Božič           |
| 2005    | Niko Eeckhout           | Michael Blanchy        | Aart Vierhouten       |
| 2006    | Danilo Hondo            | Denis Flahaut          | Baden Cooke           |
| 2007    | Steven de Jongh         | Jean-Patrick Nazon     | Stefan van Dijk       |
| 2008    | Wouter Weylandt         | Hans Dekkers           | Wouter Van Mechelen   |